# Clathria australiensis
Clathria australiensis är en svampdjursart som beskrevs av Carter 1885. Clathria australiensis ingår i släktet Clathria och familjen Microcionidae. Utöver nominatformen finns också underarten C. a. spinulata.